# Muñeca brava (telenovela argentina)
Muñeca brava es una telenovela argentina, producida por Raúl Lecouna para Grupo Telefe y transmitida por Telefe este durante 1998 y 1999. Fue protagonizada por Natalia Oreiro y Facundo Arana. Coprotagonizada por Verónica Vieyra, Victoria Onetto, Silvia Baylé, Osvaldo Guidi, Valeria Lorca y Gabriela Sari. Antagonizada por Norberto Díaz, Segundo Cernadas, Mariana Arias, Paola Krum, Florencia Ortiz y el primer actor Arturo Maly. También, contó con las actuaciones especiales de Pablo Novak, Marcelo Mazzarello, Gino Renni y la primera actriz Lydia Lamaison. Y la participación de Fernanda Mistral como actriz invitada. Fue un éxito de audiencia en Argentina, consiguiendo alrededor de 20 puntos de índice de audiencia en su primer capítulo. Recibió una gran cantidad de premios nacionales e internacionales y fue exportada a más de 80 países y traducida a más de 50 idiomas. Aunque es la típica novela rosa donde la chica pobre se enamora del chico rico, ha sido una de las novelas más importantes en las carreras de Oreiro y Arana, ya que los popularizó.

## Descripción
El personaje central de la telenovela es la joven Milagros, que quedó huérfana al nacer. Vivió hasta los 18 años en un convento con otros chicos huérfanos.
En el extremo opuesto del arco social está Ivo y su familia, a donde «Mili» iría a trabajar de mucama. Si bien son ricos y poderosos, sus relaciones son muy conflictivas, particularmente las de Federico Di Carlo (padre de Ivo) con toda su familia, a quienes desprecia abiertamente. La familia tiene además varios otros sirvientes.
El argumento central es la difícil relación amorosa entre Ivo y «la Cholito», que se complica primero por sus diferencias sociales, luego por creer que son hermanos y finalmente por un fugaz matrimonio de Ivo.

## Argumento
El protagonismo de la novela recae en Milagros (Natalia Oreiro), la empleada doméstica de la señora Angélica (Lydia Lamaison). Esta la encuentra adorable, pero el resto de la familia la discrimina por sus costumbres poco sofisticadas. A menudo intentan despedirla, pero Angélica siempre interviene para protegerla. Milagros y Angélica desarrollan una gran amistad, Angélica le enseña a Milagros a comportarse como una dama y Milagros le influye por su parte en su carácter simple y directo.
Sin saberlo al comenzar a trabajar allí, Federico DiCarlo (Arturo Maly) es el verdadero padre de Milagros, que había tenido una relación con Rosario, una antigua empleada suya. Di Carlo se vio obligado por su padre a dejarla y a casarse con Luisa (Fernanda Mistral), tomando también como propio al hijo de Luisa, Ivo (Facundo Arana), Ivo, sin embargo, crece ignorando que Di Carlo no es su verdadero padre. Si bien Di Carlo se resigna a la situación, Angélica pasa los siguientes 20 años esperando encontrar algún día a su nieto. Rosario era la hermana de Bernardo, quien compartía con Angélica el deseo de encontrar a su sobrino. Bernardo no culpaba a Di Carlo por lo ocurrido, lo consideraba otra víctima de la situación, y odiaba en cambio a Luisa, si bien nunca lo manifestaba abiertamente.
Originalmente, los primeros en descubrir la relación entre Milagros y Federico son el Padre y la Madre Superiora del convento en donde creció Milagros, pero callan la situación previendo que su revelación podría destruir a esa familia. Milagros se enamora de Ivo, pero su relación se dificulta en gran medida, no solo por las situaciones descritas sino también por el temor de Milagros a enamorarse (debido a la trágica experiencia de su madre), la tendencia de Ivo a la infidelidad y su novia "oficial", Andrea (Mariana Arias). Al mismo tiempo, a Victoria (Verónica Vieyra) se la disputaban Morgan, su chofer, y Bobby, un amigo de Ivo. A Victoria, sin embargo, no le interesaba ninguno de los dos, y mantenía relaciones ocasionales con otras personas. Llegó incluso a intentar casarse con Juan Cruz, un empleado del partido político, pero anuló la ceremonia al descubrir que era un hombre casado.
Federico Di Carlo y su esposa Luisa se odian mutuamente, se son infieles y lo saben, pero Di Carlo no se divorcia ni le permite a ella hacerlo por las apariencias pero sobre todo por cuestiones políticas: Luisa posee una importante parte de las acciones de su empresa familiar. Damián, el hermano de Luisa, tuvo hace muchos años un accidente traumático: por manejar su auto en estado de ebriedad, murieron su esposa, la novia de su hijo Pablo, y este quedó paralítico. Desde entonces Pablo odia profundamente a su padre y no le perdona lo ocurrido, y pasó varios años encerrado en su habitación, siendo el mayordomo Bernardo el único que dejaba que lo viera en su encierro auto-impuesto. Pablo logró caminar nuevamente, pero por venganza a su padre permaneció en su cuarto fingiendo aún estar discapacitado, aunque salía disfrazado como vagabundo. Finalmente Milagros entró en su habitación y se enamoró de ella, por su gran parecido con su difunta novia, y su insistencia lo convenció de dejar la farsa atrás y salir de su cuarto, si bien seguía sin perdonar a su padre.

## Elenco

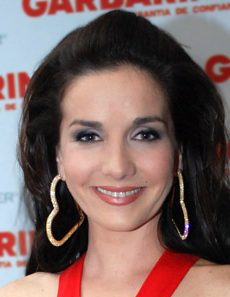
Natalia Oreiro, en el papel de «La cholito».

### Protagonistas
- Natalia Oreiro - Milagros Esposito/Milagros Di Carlo de Miranda "La cholito" / "Carlitos"
- Facundo Arana - Ivo Di Carlo/Ivo Miranda

### Elenco Protagónico
- Arturo Maly - Federico Di Carlo
- Fernanda Mistral - Luisa Rapallo de Di Carlo
- Norberto Díaz - Damián Rapallo
- Verónica Vieyra - Victoria «Vicky» Di Carlo Rapallo
- Lydia Lamaison - Doña Angélica viuda de Di Carlo
- Victoria Onetto - Adelina «Lina» de Solo.

### Elenco Principal
- Mariana Arias - Andrea
- Silvia Baylé - Amparo Rodríguez de Parapuchino alias Socorro «Soco» de García
- Segundo Cernadas - Pablo Rapallo
- Osvaldo Guidi - Bernardo Avelleyra
- Valeria Lorca - Martha
- Gabriela Sari - Gloria Esposito
- Pablo Novak - Alfredo Luis Solo «Bobby»
- Gino Renni - Ramón García Parapuchino.
- Marcelo Mazzarello - Morgan «Rocky»

### Participaciones
- Sebastián Miranda - Carlos  alias ,, Chamuco "
- Humberto Serrano  - el padre Manuel Miranda
- Arturo Bonín - Alfredo
- Brian Caruso - Gamuza
- Isabel Macedo - Ana
- Paola Krum - Florencia Rizzo
- Diego Ramos - Sergio Costa Júnior
- Paula Siero - Marina Rizzo de Rapallo
- Marita Ballesteros - Rosario «Rosi» Avelleyra de Albertini
- Lorena Meritano - Carolina Domínguez
- Gustavo Guillén - Fabrizio Rizzo alias Daniel Breyla
- Gogó Andreu - Don Pepe
- Roberta Casal - Hilda Lázzari
- Florencia Ortiz - Pilar
- Mercedes Funes - Paulina
- Leonora Balcarce - Adriana Gómez
- Emilio Bardi - Padre de Gamuza.
- Rodolfo Machado - Néstor Miranda

## Banda sonora
- Cambio dolor (Natalia Oreiro - Tema central)
- Y quisiera (Ella Baila Sola)
- A fuego lento (Rosana)
- Penélope (Diego Torres)
- Cuanto amor me das (Eros Ramazzotti)
- Te perdí (Chris Duran)
- Desesperadamente enamorado (Jordi)
- Nunca te olvidaré (Enrique Iglesias)
- Como te voy a olvidar (Los Ángeles Azules)
- Corazón partío (Alejandro Sanz)
- Se me antoja (Francisco Céspedes)
- Bésame mucho (Luis Miguel)
- Pienso en ti (Chayanne)
- Olvidarte (Ricardo Arjona)
- Decir adiós (Carlos Ponce)
- Dónde van (Diego Torres)
- Cómo un ángel (Fabrizio Casalino)
- Si tú no estás (Franco De Vita)
- La puerta del amor (Nino Bravo dueto con Marcos Llunas)
- En ausencia de ti (Laura Pausini)
- Cómo un ángel (versión en italiano) (Fabrizio Casalino)
- Cuanto amor me das (versión en italiano) (Eros Ramazzotti)

## Premios y nominaciones

### Martín Fierro
| Año  | Categoría                    | Ganadores y nominados | Resultado |
| ---- | ---------------------------- | --------------------- | --------- |
| 1998 | Actriz Protagonista de Drama | Natalia Oreiro        | Nominada  |
| 1998 | Actriz de Reparto            | Lydia Lamaison        | Nominada  |
| 1998 | Mejor Telenovela             | Muñeca brava          | Ganadora  |
| 1999 | Actriz Protagonista de Drama | Natalia Oreiro        | Nominada  |
| 1999 | Actor de Reparto             | Arturo Maly           | Nominado  |
| 1999 | Mejor Telenovela             | Muñeca brava          | Ganadora  |

### Viva 2000 (Israel)
| Año  | Categoría                   | Ganadores y nominados | Resultado |
| ---- | --------------------------- | --------------------- | --------- |
| 2000 | Mejor actriz de telenovela  | Natalia Oreiro        | Ganadora  |
| 2000 | Mejor actor de telenovela   | Facundo Arana         | Ganador   |
| 2000 | Mejor Telenovela            | Muñeca brava          | Ganadora  |
| 2000 | Mejor canción de telenovela | «Cambio dolor»        | Ganadora  |

## Adaptaciones
- Entre septiembre de 2001 y febrero de 2003 la estación de televisión de Portugal TVI realizó una adaptación llamado Anjo Selvagem (Ángel salvaje) protagonizado por Paula Neves y José Carlos Pereira.
- La productora Televisa de México realizó en 2008 una versión, Al diablo con los guapos, protagonizado por Allisson Lozz y Eugenio Siller.
- La productora Frecuencia Latina de Perú realizó en 2012 una versión, La Tayson, corazón rebelde, protagonizado por Vanessa Terkes y Jason Day del Solar.